# Liste der Monuments historiques in Bédée
Die Liste der Monuments historiques in Bédée führt die Monuments historiques in der französischen Gemeinde Bédée auf.

## Liste der Objekte
| Bezeichnung                    | Beschreibung                             | Standort                                | Kennzeichnung | Schutzstatus | Datum | Bild |
| ------------------------------ | ---------------------------------------- | --------------------------------------- | ------------- | ------------ | ----- | ---- |
| Skulptur des heiligen Johannes | Holz, polychrom gefasst, 16. Jahrhundert | in der Kirche St-Pierre-St-Louis (Lage) | PM35002720    | Inscrit      | 1997  |      |
| Taufbecken                     | Stein, 16. Jahrhundert                   | in der Kirche St-Pierre-St-Louis (Lage) | PM35000054    | Classé       | 1906  |      |
| Skulptur des Apostels Jakobus  | Stein, 14. Jahrhundert                   | in der Kirche St-Pierre-St-Louis (Lage) | PM35000055    | Classé       | 1919  |      |
| Skulptur des heiligen Antonius | Holz, bemalt, 16. Jahrhundert            | in der Kirche St-Pierre-St-Louis (Lage) | PM35000056    | Classé       | 1919  |      |